# The Little Orphan
«Маленький сиротка» (англ. The Little Orphan) — сороковой эпизод в серии короткометражных мультфильмов «Том и Джерри» Уильяма Ханны и Джозефа Барберы. Эпизод был удостоен премии «Оскар» в 1948 году. Дата выпуска: 30 апреля 1949 года.

## Сюжет
Джерри читает журнал о мышином хозяйстве, периодически беря сыр из мышеловки. Нибблз прибывает и проходит мимо Джерри, прежде чем пытается вытащить весь сыр из ловушки. Джерри вовремя спасает Нибблза. Джерри достаёт записку и читает, что приют для мышат попросил позаботиться о Нибблзе в День благодарения. Однако Нибблз, как гласит постскриптум в записке, «всегда голоден». Джерри пытается накормить мышонка собственной едой, но его шкафы пусты. Понимая, что есть ещё одно место, он тихонько выводит Нибблза из мышиной норы и пробирается в гостиную, где Том спит рядом с миской сливок. Джерри позволяет Нибблзу выпить сливки из миски, прежде чем увидеть индейку. Мамочка-Два-Тапочка ставит индейку на стол и уходит. Мыши тоже замечают готовящийся пир. Нибблз продолжает есть продукты со стола, в то время как Джерри одевается как пилигрим и Нибблз следует его примеру, но проблемы начинаются, когда Нибблз проглатывает апельсин целиком. Джерри ударяет Нибблза ножом, чтобы извлечь апельсин. Тот выстреливает изо рта Нибблза прямо в рот спящего Тома. После грубого пробуждения Том шпионит за двумя мышами и облачась в тряпку из перьев в качестве головного убора коренных американцев, и Том ловит Нибблза за хвост. Но Нибблз вскоре освобождается от Тома, А Джерри стреляет пробкой от шампанского в лицо Тома, который расслабился слишком рано. Том приходит в себя, и издав боевой клич индейцев он хватает Джерри и готовится ударить ножом. Нибблз берёт вилку и оттолкнувшись от желе на тарелке как от батута, он вонзает вилку Тому в зад, от чего кот с очень громким криком вскакивает от боли. Притормозив в воздухе, Том вытаскивает вилку, а затем швыряет её в Нибблза, поймав его за подгузник. В то время как, Том ловит Нибблза, Джерри подбегает к ближайшему подсвечнику и бьёт кота ложкой по лицу. Том запускает пылающие рогозы, словно огненные стрелы плавя все укрытия Джерри и Нибблза, но когда Том запускает очередной рогоз, Джерри поднимает крышку и пылающий рогоз рикошетит Тому прямо в рот. Мыши пытаются скрыться но Том бросает в индейку нож. Благодаря своему маленькому росту, Нибблз проскальзывает под возникшим препятствием, но Джерри натыкается шеей на нож, и теряет сознание. Том издаёт радостный боевой клич и снова хватает Джерри. Нибблз катапультирует пирог в лицо Тома, сбивая кота со стола. Нибблз стреляет из рогатки свечой в хвост Тома, сжигая его, что делает кота похожим на негра. Наконец Нибблз запускает бутылку шампанского как ракету, та попадает в Тома и вбивает его в шкаф с посудой которая его заваливает. Том машет мышатам белым флагом — он сдаётся. Примирившиеся Том, Джерри и Нибблз за столом произносят, молитву перед ужином с индейкой. Едва закончив молитву Том и Джерри хватаются за свои столовые приборы но уже поздно — Нибблз влетает прямо в индейку и, мгновение ока съедает её целиком. Остолбеневшим Тому и Джерри, остаётся лишь наблюдать как довольный мышонок барабанит себя по сытому животу.